# ITÜ Hornets 2023
Questa voce raccoglie le informazioni riguardanti gli ITÜ Hornets nelle competizioni ufficiali della stagione 2023.

## 1. Lig 2023

### Stagione regolare
| Istanbul 24 giugno 2023, ore 16:00 1ª giornata | ITÜ Hornets | 13 – 14 | Koç Rams | Yıldız Teknik Üniversitesi |

| Istanbul 8 luglio 2023, ore 19:00 2ª giornata | ITÜ Hornets | 8 – 6 | Anadolu Rangers | Yıldız Teknik Üniversitesi |

| Ankara 16 luglio 2023, ore 16:00 3ª giornata | Gazi Warriors | 9 – 30 | ITÜ Hornets | Hacettepe Üiversitesi Beypepe Stadyumu |

| Istanbul 22 luglio 2023, ore 19:00 4ª giornata | ITÜ Hornets | 28 – 38 | ODTÜ Falcons | Yıldız Teknik Üniversitesi |

| Istanbul 12 agosto 2023, ore 17:00 5ª giornata | Boğaziçi Sultans | 3 – 19 | ITÜ Hornets | Uçaksavar Spor Tesisleri |

| Istanbul 20 agosto 2023, ore 18:00 6ª giornata | ITÜ Hornets | 8 – 13 | Istanbul Bisons | Yıldız Teknik Üniversitesi |

| Smirne 27 agosto 2023, ore 20:30 7ª giornata | İzmir Halcyons | 28 – 20 | ITÜ Hornets | Balçova Belediyesi Spor Kompleksi |

## Statistiche di squadra
| Competizione      | %Vittorie | In casa | In casa | In casa | In casa | In casa | In casa | In trasferta | In trasferta | In trasferta | In trasferta | In trasferta | In trasferta | Totale | Totale | Totale | Totale | Totale | Totale |
| Competizione      | %Vittorie | G       | V       | N       | P       | Pf      | Ps      | G            | V            | N            | P            | Pf           | Ps           | G      | V      | N      | P      | Pf     | Ps     |
| ----------------- | --------- | ------- | ------- | ------- | ------- | ------- | ------- | ------------ | ------------ | ------------ | ------------ | ------------ | ------------ | ------ | ------ | ------ | ------ | ------ | ------ |
| Stagione regolare | .429      | 4       | 1       | 0       | 3       | 57      | 71      | 3            | 2            | 0            | 1            | 69           | 40           | 7      | 3      | 0      | 4      | 126    | 111    |
| Totale            | .429      | 4       | 1       | 0       | 3       | 57      | 71      | 3            | 2            | 0            | 1            | 69           | 40           | 7      | 3      | 0      | 4      | 126    | 111    |